# Monetazione di Cumae
La monetazione di Cumae (l'odierna Cuma) si sviluppa tra il V e i primi decenni del IV secolo a.C.

## Il quadro generale
Cuma (in latino Cumae) è una città campana dei Campi Flegrei. Il nome deriva da quello greco Kymé (Κυμή). In particolare, la polis greca è considerata la prima colonia fondata dai greci sulla penisola italiana.
Nonostante sia tra le più antiche città italiote, la monetazione a Cumae inizia tardi, solamente nel V secolo a.C. Rutter ipotizza che la spinta ad coniare monete venga da motivazioni di politica internazionale. In questo periodo c'è un conflitto tra Etruschi e Cartaginesi da una parte e colonie greche per il controllo del Tirreno centrale.
Con la battaglia di Cuma, (474 a.C.), lo scontro navale tra la flotta siracusana e le flotte alleate etrusche e cartaginesi, i greci posero fine all'espansionismo etrusco nell'Italia meridionale.
La monetazione cumana inizia in questi anni e l'incertezza politica è espressa dal fatto che le prime monete cumane usano tre piedi differenti, associati a diverse aree siciliote e italiote. I tre piedi usati sono il calcidico, l'attico-euboico ed il foceo: dopo le prime monetazione quest'ultimo è l'unico a rimanere in uso. Secondo Rutter questo clima d'incertezza (disturbed conditions) è evidanziata dall'emissione di monete d'oro, fatto infrequente tra le colonie greche del V secolo. L'unica altra emissione di monete d'oro in questo secolo è un triobolo d'oro (1,36g) emesso a Poseidonia.

## Datazione
Sulla data di inizio della monetazione gli autori concordano, dibattuta invece è la datazione della fine della monetazione: alcuni autori propendono per il momento in cui la città fu occupata da popolazioni sabelliche verso il 420 a.C., altri tra cui Sambon propendono per una datazione molto più bassa e sostengono che gran parte delle monete siano state coniate alla fine del V secolo a.C.
Rutter dà un'interpretazione più complessa ed assegna solo quello che chiama "V periodo" alle date 420 - 380 a.C., cioè dopo l'occupazione dei Sabelli.

## Le monete

### Oro
Di Cumae sono note due monete d'oro. Questo è eccezionale per le monete greche del periodo che di norma sono esclusivamente d'argento. Le monete hanno i tipi che diverranno poi prevalenti per la polis: testa femminile al dritto e conchiglia di cozza al rovescio. SI tratta di due unicum: una si trova a Parigi e pesa 1,43g e l'altra al British Museum e pesa 0,36 grammi.

### I tipi
Al rovescio il tipo dominante è la conchiglia di cozza, da sola o variamente associata, presente al rovescio in quasi tutte le monete.
Al dritto, anche se il tipo prevalente è una testa femminile, esiste una grande varietà, tra cui una lìpelle di leone affiancata da teste di cinghiale
Questo tipo , secondo Rutter è connesso al culto di Apollo. Pausania riporta, mettendola in forte dubbio, la pretesa degli abitanti di Cuma, che le zanne di cinghiale situate nel tempio di Apollo della loro città fossero quelle del cinghiale di Erimanto.

### Le emissioni
Le prime emissioni sono una dracma di piede calcidico (1/3 di statere) dal peso di circa 5,50 grammi, una di piede euboico-attico dal peso di circa 4 grammi ed una didracma (o statere) di piede foceo (7,55g).
Queste monete hanno in comune i tipi: al rovescio la conchiglia di cozza ed al dritto una pelle di leone affiancata da due teste di cinghiale. Questa prima emissione è accompagnata da quelle di varii oboli e frazioni, sempre in argento e dalla due monete d'oro già descritte.
In una seconda fase (ca. 475-460 a.C.) le monete saranno coniate in piede attico ma principalmente in piede foceo, lo stesso usato nella colonia di Velia, che da questo periodo diverrà il piede prevalente per tutte le città della Campania, tanto da essere anche chiamato "piede campano".
Le monete hanno ancora la testa di leone, ma il rovescio ha piccole varianti: alla conchiglia si associa un chicco di grano o viene sostituita da una testa femminile. Nelle ultime coniazioni di questo periodo la testa femminile sostituisce al dritto la pelle di leone, ed al rovescio è raffigurata la conchiglia. I tipi testa femminile/conchiglia diventano quelli prevalenti fino alla fine della monetazione di Cumae.
Il tipo della pelle di leone sarà ripresa verso il 420 a.C.
Per un breve periodo, verso il 465-460 a.C., la testa femminile fu sostituita dalla rappresentazione della dea Atena con elmo corinzio.
Più tardi le monete di Cumae subiscono l'influenza delle monetazione di Siracusa: i delfini che nuotano in tondo, o l'imitazione stilistica dei ritratti femminili. Esiste uno statere che, in particolare, è particolarmente simile al Demareteion, salve ovviamente le dimensioni: lo stile dell'acconciatura, la ghirlanda di ramoscelli d'ulivo, gli orecchini e la collana, tutto ricorda la moneta siracusana.
Ulteriori varianti si ritrovano al rovescio dove alla conchiglia sono associati, oltre al ricorrente chicco di grano, vari soggetti: piante, animali per lo più di ambiente marino (pesci, gabbiani, ippocampi) ed esseri mitici (Scilla, Cerbero).